# Alfred Langer (Grafiker)
Alfred Langer (* 11. Dezember 1928 in Großgiesmannsdorf; † 29. Juli 2006 in Göttingen) war ein deutscher Grafiker.

## Leben
Langer war der Sohn von August und Hedwig Langer, geb. Krause. Er besuchte die Schule in Neisse und war Soldat im Zweiten Weltkrieg.
1947 wurde er aus Schlesien vertrieben und siedelte nach Göttingen über. Von 1961 bis 1964 machte er eine Ausbildung in Freier und Angewandter Zeichenkunst an der Studiengemeinschaft Darmstadt. Anschließend war er als Zeichner im Statistischen Büro des Arbeitsamtes angestellt. Daneben entwarf er Plakate und Werbeseiten sowie Kunstkalender für den Herder-Verlag. Langer wurde Mitglied des „Kreis 34“ und wandte sich Bildkollagen, Holzschnitten und Materialarbeiten zu. 1978 richtete das Städtische Museum Göttingen eine Sonderausstellung mit seiner Kunst aus. In den folgenden Jahren war er an Gruppenausstellungen im In- und Ausland beteiligt.